# モハメド・トゥーレ (2004年生のサッカー選手)
モハメド・トゥーレ（英語: Mohamed Touré、2004年3月26日 - ）は、ギニア・コナクリ生まれのサッカー選手。オーストラリア代表。ポジションはFW。

## クラブ歴
リベリアのサララ地区出身のマンディンカ族の両親の下に7人きょうだいの2人目としてコナクリの難民キャンプで生まれた。両親は1990年にリベリア内戦から逃れてきて14年間を難民キャンプで過ごしていたが、彼が生まれた年の11月26日にオーストラリアに移住した。他国も検討していた中で同国に決めた理由は人が優しそうだからという理由であった。
南オーストラリア州のブレイル・アソルに移住し、その後クロイドン、クリアヴューとアデレード近郊を移り住んだ。兄弟でサッカーを始め、クロイドン・キングスの下部組織で育った。
2020年にAリーグ・メンのアデレード・ユナイテッドFCに加入した。同年2月8日に15歳320日の若さでトップチームで初出場し、選手初出場を記録、ティーボーイ・カマラ、イドルス・アブドゥライに次いでリーグ史上歴代3位、クラブ史上歴代2位の若さでの出場記録となった。同月13日に3年のスカラーシップ契約を締結しプロとなった。翌日にはプロ初得点を記録、15歳325日での得点はリーグ史上最年少記録となった。その後2022年4月2日の試合の21分に肩を負傷し2021-22シーズン終了となったが、この時点で移籍が決まっていたために、この負傷がクラブでの最終出場となった。
同年6月10日にリーグ・アンのスタッド・ランスにいとこのヤヤ・ドゥクリーとともに移籍した。フランスに適応するためにまずはセカンドチームに登録された。2023年5月6日にフォラリン・バログンとの交代でトップチーム初出場を記録した。
2023年8月3日にリーグ・ドゥのパリFCに期限付き移籍した。同月13日に移籍後初出場を記録した

## 代表歴
血筋のリベリア、出生地のギニア、移住先のオーストラリアの三国での代表資格がある。オーストラリア代表からトレーニングキャンプの招集を初めて受けた際には負傷で辞退した他、リベリア代表、ギニア代表からも接触を受けた。
2023年8月にAFC U23アジアカップ2024予選のメンバーとしてオーストラリアU-23代表に招集された。
2023年10月に行われたイングランド代表との親善試合で90分にコナー・メトカーフに代わって投入されてオーストラリアA代表初出場を記録した。

## プレースタイル
スピードとフィジカルに長けているフォワードである。ゴールを取るのみならず、ビルドアップにも積極的に参加する。アデレード・ユナイテッド時代にはライン際で受けてドリブルで突破し、相手はファウルで止めざるを得ない場面も散見された。

## 私生活
父もギニアでサッカー選手をしていた経歴がある他、叔父も南オーストラリア州でサッカー選手をしていた経歴がある。さらに兄のアル・ハッサン・トゥーレ、弟のムサ・トゥーレもサッカー選手で、三人ともアデレード・ユナイテッドへの所属歴がある。また妹のマリアン・トゥーレもサッカー選手である。また、いとこのヤヤ・ドゥクリーもサッカー選手である。